# Love, Death & Robots
Love, Death & Robots (stilisiert als LOVE DEATH + ROBOTS) ist eine US-amerikanische Science-Fiction-Anthologie-Fernsehserie. Sie besteht aus 35 animierten Kurzfilmen verschiedener Filmemacher aus der ganzen Welt. Jeder Kurzfilm hat eine in sich abgeschlossene Handlung. Die Erstveröffentlichung fand weltweit am 15. März 2019 auf Netflix statt. Die Reihenfolge der Episoden in der ersten Staffel ist variabel: Laut Netflix gibt es vier Varianten, die den Benutzern angezeigt werden.
Als Executive Producer fungierten unter anderem David Fincher und Tim Miller, die laut ihren Angaben ihre eigenen Vorstellungen eines Remakes des Science-Fiction-Zeichentrickfilms Heavy Metal verwirklichten. Die Serie kommt nahezu ohne echte Darsteller aus. Bis auf die Folgen Eiszeit (Ice Age) mit Mary Elizabeth Winstead und Topher Grace, Raumschiff Nr. 13 (Lucky 13) (u. a. mit Samira Wiley) und Golgota (Golgotha) (u. a. mit Rhys Darby) wurde jede Episode vollständig animiert.
Im Juni 2019 kündigte Netflix eine zweite Staffel der Serie an. Am 14. Mai 2021 veröffentlichte Netflix die zweite Staffel und kündigte eine dritte Staffel für das Jahr 2022 an, die am 20. Mai 2022 veröffentlicht wurde.
Im August 2022 wurde eine vierte Staffel angekündigt, welche am 15. Mai 2025 veröffentlicht wurde.

## Hintergrund
Die einzelnen Episoden haben jeweils eine abgeschlossene Handlung, die auf den Kurzgeschichten verschiedener internationaler Schriftsteller basiert. Die Drehbücher wurden hauptsächlich von Philip Gelatt verfasst und von 18 verschiedenen Animationsstudios realisiert. Alle spielen in futuristischen Utopien oder Dystopien, alternativen Realitäten, im Weltraum oder auf fremden Planeten und beschäftigen sich mit Gewalt, Sex, Robotern oder künstlichen Intelligenzen. Die Serie richtet sich somit an erwachsene Zuschauer. Elemente von Cyberpunk und Steampunk sowie des Horrorfilms finden ebenso Verwendung wie schwarzer Humor oder gesellschaftskritische Inhalte.

## Synchronisation
Die deutsche Synchronisation wurde von der Synchronfirma Berliner Synchron GmbH Wenzel Lüdecke erstellt. Die Übersetzung schrieb Sebastian Römer. Für das Dialogbuch und die Dialogregie war Benjamin Wolfgarten verantwortlich.
| Episode | Figur                           | Originalsprecher                      | Deutscher Sprecher                    |
| ------- | ------------------------------- | ------------------------------------- | ------------------------------------- |
| 1       | Dicko                           | Time Winters                          | Gerald Schaale                        |
| 2       | G                               | Courtenay Taylor                      | Ann Vielhaben                         |
| 2       | K-VRC                           | Josh Brener                           | Dirk Petrick                          |
| 2       | Katze                           | Chris Parnell                         | Thomas Schmuckert                     |
| 2       | XBOT 4000                       | Gary Anthony Williams                 | Matti Klemm                           |
| 3       | Die Frau                        | Emily O’Brien                         | Nora Jokhosha                         |
| 3       | Der Mörder                      | Ben Sullivan                          | Sebastian Kluckert                    |
| 4       | Hank                            | Neil Kaplan                           | Matthias Klages                       |
| 4       | Beth                            | G.K Bowes                             | Berenice Weichert                     |
| 4       | Jake                            | Scott Whyte                           | Julien Haggége                        |
| 4       | Helen                           | Courtenay Taylor                      | Jodie Blank                           |
| 5       | Dr. Wehunt                      | Michael Benyaer                       | Marko Bräutigam                       |
| 5       | Flynn                           | Fred Tatasciore                       | Sven Brieger                          |
| 5       | Gary                            | Laura Waddell                         | Victoria Sturm                        |
| 5       | Micky                           | Jonathan Cahill                       | Sebastian Römer                       |
| 6       | Erzähler                        | Maurice LaMarche                      | Wolfgang Wagner                       |
| 7       | Greta                           | Madeleine Knight                      | Giuliana Jakobeit                     |
| 7       | Ray                             | Delroy Brown                          | Paul Matzke                           |
| 7       | Suzie                           | Rebecca Banatvala                     | Alice Bauer                           |
| 7       | Thom                            | Henry Douthwaite                      | Sven Fechner                          |
| 8       | Engländer                       | JB Blanc                              | Dieter Memel                          |
| 8       | Liang                           | Matthew Yang King Henry Maddox (jung) | Florian Hoffmann Vincent Borko (jung) |
| 8       | Renshu                          | Matthew Yang King                     | Uwe Büschken                          |
| 8       | Yan                             | Elaine Tan                            | Dorette Hugo                          |
| 9       | Dave Dvorchack                  | Nolan North                           | Sven Brieger                          |
| 9       | Pearly                          | André Sogliuzzo                       | Tim Moeseritz                         |
| 9       | Stadtinspektor                  | Gary Cole                             | Oliver Stritzel                       |
| 10      | Major Reyner                    | James Horan                           | Peter Flechtner                       |
| 11      | Alexandria                      | Elly Condron                          | Olivia Büschken                       |
| 11      | Bill                            | Gavin Marshall                        | Gerrit Hamann                         |
| 12      | Sohn                            | Yuri Lowenthal                        | Kevin Kasper                          |
| 12      | Vater                           | Dave Garber                           | Peter Reinhardt                       |
| 13      | Lt. Colby                       | Samira Wiley                          | Julia Kaufmann                        |
| 13      | Lee                             | Daisuke Tsuji                         | Valentin Stilu                        |
| 14      | Claire Markham                  | Emma Thorton                          | Mia Diekow                            |
| 14      | Zima Blue                       | Delano Groves                         | Peter Sura                            |
| 15      | Hawk                            | Brian Bloom                           | Julien Haggège                        |
| 15      | Kali                            | Jill Talley                           | Susanne Geier                         |
| 15      | Sui                             | Carlos Alazraqui                      | Tim Moeseritz                         |
| 15      | Rookie                          | Aaron Himmelstein                     | David Turba                           |
| 15      | Bob                             | Chris Cox                             | Santiago Ziesmer                      |
| 16      | Gail                            | Mary Elizabeth Winstead               | Sarah Riedel                          |
| 16      | Rob                             | Topher Grace                          | Timmo Niesner                         |
| 17      | Computerprogramm „Multiversity“ | Rebecca Riedy                         | Mareile Moeller                       |
| 18      | Lt. Nikolai Zakharov            | Stefan Kapičić                        | Mark Schmal                           |
| 18      | Okhchen                         | Jeff Berg                             | Alexander Doering                     |
| 18      | Kravchenko                      | Bruce Thomas                          | Matthias Scherwenikas                 |

| Episode | Figur                    | Originalsprecher      | Deutscher Sprecher |
| ------- | ------------------------ | --------------------- | ------------------ |
| 1       | Bill                     | Brian Keane           | Raimund Krone      |
| 1       | Jeanette                 | Nancy Linari          | Katharina Koschny  |
| 1       | Kundenservice            | Ben Giroux            | Dirk Stollberg     |
| 2       | Brume                    | Alexander Lobo Moreno | Imme Aldag         |
| 2       | Fletcher                 | Sebastian Croft       | Tom Raczko         |
| 2       | Logan                    | Beatriz Godinho       | Daniela Molina     |
| 2       | Mutter                   | Maria Teresa Creasey  | Ilka Teichmüller   |
| 2       | Sedgewick                | Archie Madekwe        | Ricardo Richter    |
| 2       | Vater                    | Mike Bodie            | Gerrit Hamann      |
| 3       | Detective Briggs         | Nolan North           | Sven Brieger       |
| 3       | Eve                      | Emily O’Brien         | Maria Koschny      |
| 3       | Officer Mantus           | Ike Amadi             | Samuel Zekarias    |
| 3       | Officer Pentle           | Michelle C. Bonilla   | Carolina Vera      |
| 3       | OXO                      | Miguel Amorim         | Sebastian Fitzner  |
| 4       | Trot                     | Scott Whyte           | Tim Moeseritz      |
| 5       | Laird                    | Joe Dempsie           | Armin Schlagwein   |
| 5       | Schaffner                | Steven Pacey          | Bernd Vollbrecht   |
| 6       | Monster / Weihnachtsmann | Fred Tatasciore       | Raimund Krone      |
| 7       | Kommandantin / Pilotin   | Michelle C. Bonilla   | Carolina Vera      |
| 7       | Terence                  | Michael B. Jordan     | Nico Sablik        |
| 8       | Steven                   | Steven Pacey          | Bernd Vollbrecht   |

## Episodenliste

### Staffel 1
| Nr. (ges.) | Nr. (St.) | Deutscher Titel                        | Originaltitel             | Regie                                                      | Drehbuch                          | Animationsstudio(s)                          |
| --- | --------- | -------------------------------------- | ------------------------- | ---------------------------------------------------------- | --------------------------------- | -------------------------------------------- |
| 1 | 1         | Sonnies Vorteil                        | Sonnie’s Edge             | Dave Wilson                                                | Philip Gelatt & Peter F. Hamilton | Blur Studio                                  |
| Eine junge Frau namens Sonnie steuert mithilfe eines in ihr Hirn implantierten Mikrochips eine kybernetische Kampfmaschine, mit der sie in Untergrundarenen gegen die Kreaturen anderer Kämpfer antritt. Doch ein reicher Geschäftsmann hat etwas gegen Sonnies Erfolg.                                                                                              |           |                                        |                           |                                                            |                                   |                                              |
| 2 | 2         | Drei Roboter                           | Three Robots              | Victor Maldonado & Alfredo Torres                          | Philip Gelatt & John Scalzi       | Blow Studio                                  |
| Lange nach dem Aussterben der Menschheit streifen drei Roboter verschiedenster Bauart durch die Ruinen einer unbekannten Stadt. In einer der eher schwarzhumorig angehauchten Episoden versuchen sie auf philosophische Art und Weise hinter den Sinn des Lebens der Menschen und die Gründe für deren Ende zu kommen.                                               |           |                                        |                           |                                                            |                                   |                                              |
| 3 | 3         | Die Augenzeugin                        | The Witness               | Alberto Mielgo                                             | Alberto Mielgo                    | Pinkman.TV                                   |
| In einer bunten, grellen Großstadt in Asien beobachtet eine junge Stripperin im Haus gegenüber einen Mord. Fortan liefert sie sich mit dem Mörder eine surreale Jagd durch die Häuserschluchten. |           |                                        |                           |                                                            |                                   |                                              |
| 4 | 4         | Schutzanzüge                           | Suits                     | Franck Balson                                              | Philip Gelatt & Steven Lewis      | Blur Studio                                  |
| Eine Gruppe amerikanischer Farmer versucht, einer schon lange anhaltenden Invasion durch außerirdische Insekten Einhalt zu gebieten. Dazu bedient sie sich unter anderem selbstgebauter Kampfroboter. |           |                                        |                           |                                                            |                                   |                                              |
| 5 | 5         | Seelenfänger                           | Sucker of Souls           | Owen Sullivan                                              | Philip Gelatt & Kirsten Cross     | Studio La Cachette                           |
| In einer antiken Ausgrabungsstätte befreien ein Forscher und eine zum Schutz angeheuerte Söldnertruppe einen blutrünstigen Dämon. Doch dieser hat einen Schwachpunkt – Katzen. |           |                                        |                           |                                                            |                                   |                                              |
| 6 | 6         | Als der Joghurt die Kontrolle übernahm | When the Yogurt Took Over | Victor Maldonado & Alfredo Torres                          | Janis Robertson & John Scalzi     | Blow Studio                                  |
| Eine durch ein Genexperiment lebendig gewordene Portion Joghurt verleibt sich erst Ohio, dann die USA, schließlich die Welt und letztendlich sogar den Weltraum ein. |           |                                        |                           |                                                            |                                   |                                              |
| 7 | 7         | Jenseits des Aquila-Rifts              | Beyond the Aquila Rift    | Léon Bérelle, Dominique Boidin, Rémi Kozyra & Maxime Luère | Philip Gelatt & Alastair Reynolds | Unit Image                                   |
| Der Captain eines Weltraumkreuzers begibt sich mit seiner Crew in einen Hyperschlaf. Als das Schiff vom Kurs abkommt, fällt es der Besatzung immer schwerer, zwischen Realität und Alptraum zu unterscheiden. |           |                                        |                           |                                                            |                                   |                                              |
| 8 | 8         | Gute Jagdgründe                        | Good Hunting              | Oliver Thomas                                              | Philip Gelatt & Ken Liu           | Red Dog Culture House                        |
| Der Sohn eines Geisterjägers muss in China einen schier aussichtslosen Kampf gegen eine Hulijing, ein Geisterwesen, das seine Gestalt verändern kann, führen. Später hilft er der Tochter des Geisterwesens allerdings, entgegen den Lehren seines Vaters. |           |                                        |                           |                                                            |                                   |                                              |
| 9 | 9         | Die Müllhalde                          | The Dump                  | Javier Recio Gracia                                        | Philip Gelatt & Joe R. Lansdale   | Able & Baker                                 |
| Ein abgehalfterter Mann namens Dave wohnt allein auf einer Müllhalde. Als er Besuch von einem Mitarbeiter des örtlichen Ordnungsamtes bekommt, der ihm mitteilt, er müsse seine Zufluchtsstätte verlassen, kann Dave nur müde lächeln. Schließlich hatte er sie erst kürzlich gegen ein gigantisches Müllmonster verteidigt.                                         |           |                                        |                           |                                                            |                                   |                                              |
| 10 | 10        | Gestaltwandler                         | Shape-Shifters            | Gabriele Pennacchioli                                      | Philip Gelatt & Marko Kloos       | Blur Studio                                  |
| Zwei US-Marines, die ihren Kameraden in jeglicher Hinsicht körperlich wie geistig überlegen sind, werden in Afghanistan eingesetzt. Doch neben Taliban bekommen es die Wolfswesen bald mit einem mächtigen Artgenossen zu tun. |           |                                        |                           |                                                            |                                   |                                              |
| 11 | 11        | Helfende Hand                          | Helping Hand              | Jon Yeo                                                    | Philip Gelatt & Claudine Griggs   | Axis Studio                                  |
| Eine Astronautin muss eine Reparatur an einem Satelliten durchführen. Dabei werden ihr Anzug und ihr Sauerstofftank durch ein im All umherschwebendes Wrackteil beschädigt. Um sich vor dem sicheren Erstickungstod zu retten, greift sie zu ungewöhnlichen Methoden.                                                                                                |           |                                        |                           |                                                            |                                   |                                              |
| 12 | 12        | Nacht der Fische                       | Fish Night                | Damian Nenow                                               | Philip Gelatt & Joe Lansdale      | Platige Image Studio                         |
| Zwei Männer stranden in der Wüste, nachdem ihr Wagen eine Panne hat. Nachts verwandelt sich der Ort in einen prähistorischen Ozean. |           |                                        |                           |                                                            |                                   |                                              |
| 13 | 13        | Raumschiff Nr. 13                      | Lucky 13                  | Jerome Chen                                                | Philip Gelatt & Marko Kloos       | Sony Pictures Imageworks                     |
| In der Zukunft führen Militärallianzen der Erde Krieg auf anderen Planeten. Die junge Pilotin Lt. Colby bekommt zum Beginn ihrer Karriere das Landungsschiff Lucky 13 zugeteilt. Die Frau scheint die erste Person zu sein, der das unheilbringende Schiff wirklich Glück bringt. Doch nach knapp 30 geflogenen Einsätzen reißt auch ihre Glückssträhne.             |           |                                        |                           |                                                            |                                   |                                              |
| 14 | 14        | Zima Blue                              | Zima Blue                 | Robert Valley                                              | Philip Gelatt & Alastair Reynolds | Passion Animation Studios                    |
| Zima Blue erzählt die Geschichte eines kleinen Roboters, der entworfen wurde, um einen Pool zu reinigen. Durch immer umfangreichere Modifikationen wird er schließlich zum größten Künstler der Geschichte. |           |                                        |                           |                                                            |                                   |                                              |
| 15 | 15        | Blindspot                              | Blindspot                 | Vitaly Shushko                                             | Vitaly Shushko                    | Elena Volk’s Independent Studio              |
| Eine Gruppe Cyborgbanditen will einen schwer gepanzerten Konvoi ausrauben. Doch ihr Roboter BOB, der für die Planung zuständig war, hat vergessen, einige der Sicherungsmaßnahmen zu überprüfen. |           |                                        |                           |                                                            |                                   |                                              |
| 16 | 16        | Eiszeit                                | Ice Age                   | Tim Miller                                                 | Philip Gelatt & Michael Swanwick  | Blur Studio, Digic Pictures & Atomic Fiction |
| Ein junges Paar bezieht eine Wohnung. Schnell finden die beiden jungen Leute heraus, dass in dem uralten Kühlschrank, den sie übernommen haben, eine Miniaturausgabe der Welt existiert. In rasender Geschwindigkeit entwickelt sie sich von der Eiszeit über das Mittelalter bis hin zur Moderne. Doch wie in der „großen“ Welt bleibt dabei nicht alles friedlich. |           |                                        |                           |                                                            |                                   |                                              |
| 17 | 17        | Alternative Zeitachsen                 | Alternate Histories       | Victor Maldonado & Alfredo Torres                          | Philip Gelatt & John Scalzi       | Sun Creature Studio                          |
| Das revolutionäre Computerprogramm Multiversity ergründet in sechs nicht ganz ernst gemeinten Simulationen, wie sich verschiedene groteske Tode Adolf Hitlers auf die Zukunft ausgewirkt hätten. |           |                                        |                           |                                                            |                                   |                                              |
| 18 | 18        | Geheimkrieg                            | The Secret War            | István Zorkóczy                                            | Philip Gelatt & David W. Amendola | Digic Pictures                               |
| Eine Einheit der Roten Armee macht sich auf die Suche nach denen, die ein ganzes Dorf abgeschlachtet haben. Doch ihren schier aussichtslosen Kampf führt sie nicht gegen menschliche Gegner. |           |                                        |                           |                                                            |                                   |                                              |
| Am 15. März 2019 wurden alle Folgen der Staffel gleichzeitig bei Netflix veröffentlicht. Die Reihenfolge entspricht der Episodenliste der IMDb, auf Netflix selbst werden die Episoden teils in abweichenden Reihenfolgen angezeigt. |           |                                        |                           |                                                            |                                   |                                              |

### Staffel 2
| Nr. (ges.) | Nr. (St.) | Deutscher Titel               | Originaltitel              | Regie                                                      | Drehbuch                             | Animationsstudio(s)       |
| --- | --------- | ----------------------------- | -------------------------- | ---------------------------------------------------------- | ------------------------------------ | ------------------------- |
| 19 | 1         | Automatisierter Kundenservice | Automated Customer Service | Meat Dept                                                  | John Scalzi & Meat Dept              | Atoll Studio              |
| Eine alte Frau und ihr Hund müssen sich gegen einen Putzroboter wehren, während sie mit dem Kundenservice telefoniert.                                |           |                               |                            |                                                            |                                      |                           |
| 20 | 2         | Eis                           | Ice                        | Robert Valley                                              | Philip Gelatt & Rich Larson          | Passion Animation Studios |
| Eine Gruppe Jugendlicher begibt sich auf das Eis außerhalb einer Kolonie, um Wale zu beobachten.                                                      |           |                               |                            |                                                            |                                      |                           |
| 21 | 3         | Jäger und Gejagte             | Pop Squad                  | Jennifer Yuh Nelson                                        | Philip Gelatt & Paolo Bacigalupi     | Blur Studio               |
| Ein Polizist, der Jagd auf illegal gezeugte Kinder macht, leidet an PTBS und kriegt ein schlechtes Gewissen.                                          |           |                               |                            |                                                            |                                      |                           |
| 22 | 4         | Snow in der Wüste             | Snow in the Desert         | Leon Berelle, Dominique Boidin, Remi Kozyra & Maxime Luere | Philip Gelatt & Neal Asher           | Unit Image                |
| Der Albino Snow wird auf einem Wüstenplanet gejagt, weil er durch regenerative Zellen quasi unsterblich ist.                                          |           |                               |                            |                                                            |                                      |                           |
| 23 | 5         | Im hohen Gras                 | The Tall Grass             | Simon Otto                                                 | Philip Gelatt & Joe Lansdale         | Axis Animation            |
| Während eines unplanmäßigen Halts des Zugs begibt sich ein Passagier in das hohe Gras an den Gleisen und wird von merkwürdigen Kreaturen angegriffen. |           |                               |                            |                                                            |                                      |                           |
| 24 | 6         | Bescherung                    | All Through the House      | Elliot Dear                                                | Philip Gelatt & Joachim Heijndermans | Blink Industries          |
| Zwei Geschwister wachen an Heiligabend auf und wollen den Weihnachtsmann beobachten, welcher sich als monströse Kreatur herausstellt.                 |           |                               |                            |                                                            |                                      |                           |
| 25 | 7         | Rettungskapsel                | Life Hutch                 | Alex Beaty                                                 | Philip Gelatt & Harlan Ellison       | Blur Studio               |
| Ein Pilot stürzt nach einer Weltraumschlacht ab und muss sich gegen einen defekten Wartungsroboter in der Rettungskapsel zur Wehr setzen.             |           |                               |                            |                                                            |                                      |                           |
| 26 | 8         | Der ertrunkene Riese          | The Drowned Giant          | Tim Miller                                                 | Tim Miller & J.G. Ballard            | Blur Studio               |
| Nach einem Sturm wird der Körper eines Riesen an einem Strand gefunden. Ein Forscher wird beauftragt, den Verfall des Riesen zu dokumentieren.        |           |                               |                            |                                                            |                                      |                           |
| Am 14. Mai 2021 wurden alle Folgen der Staffel gleichzeitig bei Netflix veröffentlicht.                                                               |           |                               |                            |                                                            |                                      |                           |

### Staffel 3
| Nr. (ges.) | Nr. (St.) | Deutscher Titel                  | Originaltitel                 | Regie                   | Drehbuch                                         | Animationsstudio(s)      |
| --- | --------- | -------------------------------- | ----------------------------- | ----------------------- | ------------------------------------------------ | ------------------------ |
| 27 | 1         | Drei Roboter: Rückzugsstrategien | Three Robots: Exit Strategies | Patrick Osborne         | John Scalzi                                      | Blow Studio              |
| Drei Roboter erkunden nach der Auslöschung der Menschen deren letzte Rückzugsorte.                                                                                                   |           |                                  |                               |                         |                                                  |                          |
| 28 | 2         | Schlechte Reise                  | Bad Travelling                | David Fincher           | Andrew Kevin Walker & Neal Asher                 | Blur Studio              |
| Ein Segelschiff wird während einer Reise von einer riesigen Krabbe mit übernatürlichen Fähigkeiten angegriffen. Die Besatzung versucht, dies zu überleben.                           |           |                                  |                               |                         |                                                  |                          |
| 29 | 3         | Der Puls der Maschine            | The Very Pulse of the Machine | Emily Dean              | Philip Gelatt & Michael Swanwick                 | Polygon Pictures         |
| Eine Astronautin steckt nach einem Unfall mit einem Erkundungsfahrzeug in einer übernatürlichen Trance fest.                                                                         |           |                                  |                               |                         |                                                  |                          |
| 30 | 4         | Die Nacht der winzigen Toten     | Night of the Mini Dead        | Robert Bisi & Andy Lyon | Robert Bisi, Andy Lyon, Jeff Fowler & Tim Miller | BUCK                     |
| Nachdem ein Pärchen Sex auf einem Friedhof hat, bricht eine weltweite Zombieapokalypse aus.                                                                                          |           |                                  |                               |                         |                                                  |                          |
| 31 | 5         | Tötet es, Team!                  | Kill Team Kill                | Jennifer Yuh Nelson     | Philip Gelatt & Justin Coates                    | Titmouse, Inc            |
| Eine Gruppe von U.S. Marines muss von ihrer eigentlichen Mission abweichen und ein fehlgeschlagenes Genexperiment neutralisieren.                                                    |           |                                  |                               |                         |                                                  |                          |
| 32 | 6         | Schwärmer                        | Swarm                         | Tim Miller              | Tim Miller, Philip Gelatt & Bruce Sterling       | Blur Studio              |
| Zwei Wissenschaftler studieren eine Alienrasse; es entsteht ein Konflikt um Sklaverei, Freiheit und Selbstbestimmung.                                                                |           |                                  |                               |                         |                                                  |                          |
| 33 | 7         | Masons Ratten                    | Mason’s Rats                  | Carlos Stevens          | Joe Abercrombie & Neal Asher                     | Axis Studios             |
| Ein Bauer möchte die Ratten in seiner Scheune durch Schädlingsbekämpfungsmaschinen beseitigen lassen, doch die Ratten wehren sich wie Freiheitskämpfer mit allerlei Werkzeugen.      |           |                                  |                               |                         |                                                  |                          |
| 34 | 8         | Begraben im Gewölbe              | In Vaulted Halls Entombed     | Jerome Chen             | Philip Gelatt & Alan Baxter                      | Sony Pictures Imageworks |
| Eine Spezialeinheit dringt in eine Höhle ein, um eine Geisel aus den Händen von Rebellen zu befreien, und gerät in einen Kampf um Leben und Tod gegen übernatürliche Höhlenbewohner. |           |                                  |                               |                         |                                                  |                          |
| 35 | 9         | Jibaro                           | Jibaro                        | Alberto Mielgo          | Alberto Mielgo                                   | pinkman.tv               |
| Einen tauben Konquistador-Ritter und eine Sirene verbinden eine tödliche Anziehung und ein Schatz.                                                                                   |           |                                  |                               |                         |                                                  |                          |
| Am 20. Mai 2022 wurden alle Folgen der Staffel gleichzeitig bei Netflix veröffentlicht.                                                                                              |           |                                  |                               |                         |                                                  |                          |

### Staffel 4
| Nr. (ges.) | Nr. (St.) | Deutscher Titel                                    | Originaltitel                     | Regie                   | Animationsstudio(s)   |
| --- | --------- | -------------------------------------------------- | --------------------------------- | ----------------------- | --------------------- |
| 36 | 1         | Can’t Stop                                         | Can’t Stop                        | David Fincher           | Blur Studio           |
| Ein Konzert der Red Hot Chili Peppers mit unerwartetem Twist.                                                                             |           |                                                    |                                   |                         |                       |
| 37 | 2         | Unheimliche Begegnung der winzigen Art             | Close Encounters of the Mini Kind | Robert Bisi & Andy Lyon | BUCK                  |
| Als Aliens auf der Erde landen, gerät die Situation schnell außer Kontrolle.                                                              |           |                                                    |                                   |                         |                       |
| 38 | 3         | Spider Rose                                        | Spider Rose                       | Jennifer Yuh Nelson     | Blur Studio           |
| Von traumatischen Erinnerungen geplagt, sinnt eine Cyborg-Frau auf Rache. Als ein niedliches Wesen auftaucht, schöpft sie Hoffnung.       |           |                                                    |                                   |                         |                       |
| 39 | 4         | Die 400 Boys                                       | 400 Boys                          | Robert Valley           | Passion Animation     |
| In einer postapokalyptischen Welt schließen sich Gangs von Überlebenden zusammen, um ihr Revier gegen eindringende Riesen zu verteidigen. |           |                                                    |                                   |                         |                       |
| 40 | 5         | Das andere große Ding                              | The Other Large Thing             | Patrick Osborne         | AGBO                  |
| Eine Katze benutzt einen Haushaltsroboter, um nach der Weltherrschaft zu greifen.                                                         |           |                                                    |                                   |                         |                       |
| 41 | 6         | Golgota                                            | Golgotha                          | Tim Miller              | Luma Pictures (VFX)   |
| Ein Priester soll mit außerirdischen Wasserwesen verhandeln, deren Messias in Form eines schwarzen Delfins auf der Erde lebt.             |           |                                                    |                                   |                         |                       |
| 42 | 7         | Der Schrei des Tyrannosaurus                       | The Screaming of the Tyrannosaur  | Tim Miller              | Blur Studio           |
| Auf einer Raumstation treten Gladiatoren zur Unterhaltung der privilegierten Schicht in einem brutalen Rennen auf Dinosauriern an.        |           |                                                    |                                   |                         |                       |
| 43 | 8         | Wie Zeke zur Religion fand                         | How Zeke Got Religion             | Diego Porral            | Titmouse              |
| Im Zweiten Weltkrieg trifft eine Bombercrew auf einen unerwarteten Feind.                                                                 |           |                                                    |                                   |                         |                       |
| 44 | 9         | Intelligente Haushaltsgeräte, dumme Besitzer*innen | Smart Appliances, Stupid Owners   | Patrick Osborne         | Aaron Sims Creative   |
| Verschiedene Smart-Home-Geräte berichten über ihr Dasein mit ihren jeweiligen Nutzern.                                                    |           |                                                    |                                   |                         |                       |
| 45 | 10        | Denn er kann kriechen                              | For He Can Creep                  | Emily Dean              | Polygon Pictures Inc. |
| Der Teufel fordert die Seele eines Dichters, doch dessen Katze hat andere Pläne.                                                          |           |                                                    |                                   |                         |                       |
| Alle Folgen der Staffel wurden am 15. Mai 2025 gleichzeitig bei Netflix veröffentlicht.                                                   |           |                                                    |                                   |                         |                       |

## Produktion
Fincher verwirklichte hier sein „Traumprojekt“. Sein Ziel war es, kreativ aus der Welt der Science-Fiction zu schöpfen und einen Beitrag zu leisten, der sich an alle Erwachsene, nicht mehr nur an „Geeks und Nerds“, richtet. Folglich sah er im Portal Netflix die für seine Ziele am besten geeignete moderne Plattform. Jede der von verschiedenen Studios wie Sony Pictures Imageworks, Blur Studio (beide USA), Platige Image (Polen) oder Digic Pictures (Ungarn) realisierten Episoden unterscheidet sich von den anderen sowohl im Animationsstil als auch im jeweiligen Tenor.

## Rezeption
Auf Rotten Tomatoes erhielt das Format in der ersten Woche eine Durchschnittsbewertung von 72 %, in der IMDB hingegen 9/10 Punkten bei über 22.000 Bewertungen.
Magazine wie Digital Spy, Wired oder IndieWire bemängelten die in ihren Augen „rückschrittliche“ Darstellung von Frauen als „Sexobjekte“ und „Opfer“, das „übermäßige Zurschaustellen stoischer Supermänner und ihnen unterlegenen Frauen“ oder den hohen Grad an „Hypermaskulinismus“ und die damit verbundene Eindimensionalität. Außerdem wird das teilweise erzwungen wirkende Maß an Sexualität und Nacktheit des Öfteren als „befremdlich“ kritisiert. Die Serie sei zwar „visuell opulent“, schreibt Benjamin Freud auf Zeit Online, doch auch er kritisiert das „überkommene Frauen- und Männerbild“. Männer seien meist starke Krieger, die Frauen zum Opfer degradierte Figuren. Wolle die Serie gesellschaftskritisch sein, gehe das meist „total daneben“.
Auf FAZ-Autor Axel Weidemann dagegen wirkt die Anthologie-Serie „wie ein herrlich bösartiger Adventskalender der Apokalypse“. Ben Travers von der Website The Daily Beast lobte die Serie für ihren „facettenreichen Umgang mit Gewalt, Humor“ und den Einsatz „einer wohl dosierten Prise Herz“.